# Ville-sur-Tourbe
Ville-sur-Tourbe è un comune francese di 214 abitanti situato nel dipartimento della Marna nella regione del Grand Est.

## Società

### Evoluzione demografica
Abitanti censiti